# Daniel Tsiokas
Daniel Tsiokas, gr. Ντανιελ Τσιόκας (ur. 19 czerwca 1971 w Klużu-Napoce) – grecki tenisista stołowy pochodzenia rumuńskiego. Członek kadry narodowej i olimpijskiej mężczyzn tenisa stołowego w Grecji. Zawodnik włoskiego klubu tenisa stołowego ASD Tennistavolo Brescia. Jest sponsorowany przez japońską firmę tenisa stołowego Butterfly. Obecnie zaraz po (Kalinikosie Kreanndze i Panajotisie Gionisie) najlepszy tenisista stołowy w Grecji i jeden z najlepszych w Europie.
- Miejsce w światowym rankingu ITTF: 119
- Styl gry: praworęczny, obrona daleko od stołu

Sprzęt
- Deska: Butterfly Defence
- Okładziny: Tackienes (grubość podkładu: 2.0 mm; po obu stronach)